# Baix Llobregat

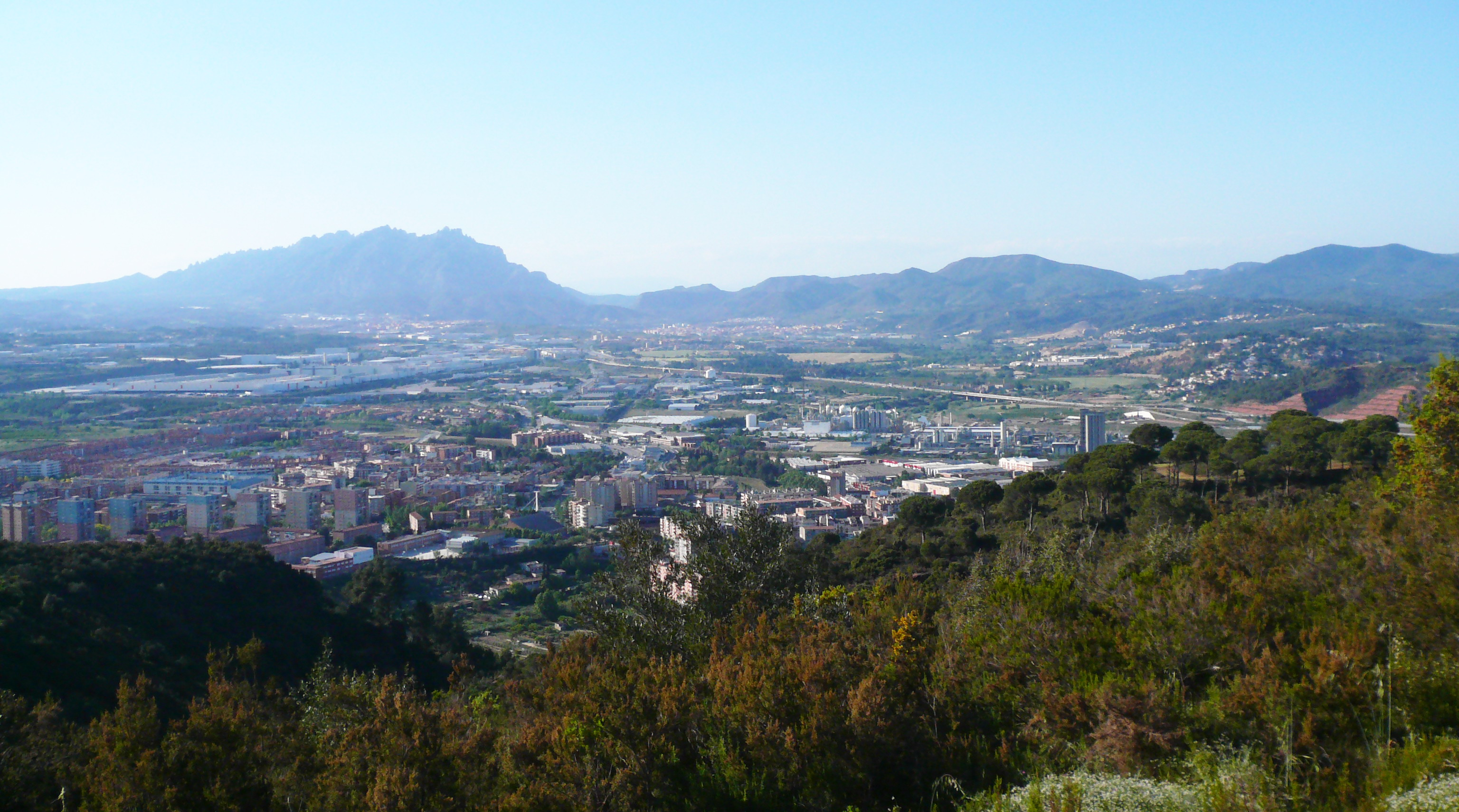
Bergsvy från grevskapet Baix Llobregat.

Baix Llobregat är ett grevskap, comarca, vid Medelhavskusten i östra Katalonien, i Spanien. Huvudstaden heter Sant Feliu de Llobregat, med 43769 innevånare 2013.

## Kommuner
Baix Llobregat är uppdelat i 30 kommuner, municipis.

- Abrera
- Begues
- Castelldefels
- Castellví de Rosanes
- Cervelló
- Collbató
- Corbera de Llobregat
- Cornellà de Llobregat
- Esparreguera
- Esplugues de Llobregat
- Gavà
- Martorell
- Molins de Rei
- Olesa de Montserrat
- Pallejà
- La Palma de Cervelló
- El Papiol
- El Prat de Llobregat
- Sant Andreu de la Barca
- Sant Boi de Llobregat
- Sant Climent de Llobregat
- Sant Esteve Sesrovires
- Sant Feliu de Llobregat
- Sant Joan Despí
- Sant Just Desvern
- Sant Vicenç dels Horts
- Santa Coloma de Cervelló
- Torrelles de Llobregat
- Vallirana
- Viladecans